# Powiat Bardejów
Powiat Bardejów (słow. okres Bardejov) – słowacka jednostka podziału terytorialnego znajdująca się na obszarze historycznego regionu Szarysz w kraju preszowskim. Od północy graniczy on z Polską. Powiat Bardejów zamieszkiwany był przez 75 793 obywateli (w roku 2001), zajmował obszar 937 km². Średnia gęstość zaludnienia wynosiła 80,89 osób na km².